# Hyperlopha cristifera
Hyperlopha cristifera là một loài bướm đêm trong họ Noctuidae.